# 力洛克钟表博物馆
力洛克钟表博物馆（法語：Musée d'Horlogerie du Locle, château des Monts）是一座钟表博物馆，位于瑞士纳沙泰尔州力洛克的市中心以北一公里，一座历史悠久的小型乡村庄园“蒙特城堡”（château des Monts）。

## 建筑
蒙特城堡建于1780年至1790年间，属于杜布瓦家族（Dubois），1912年被钟表商乔治·杜科蒙买下。新主人开辟了英式花园。1954年，他的女儿将庄园出售给市政府，后者在此重建钟表博物馆，于1959年5月23日开放。蒙特城堡已列入瑞士国家和区域重要文化财产名录。

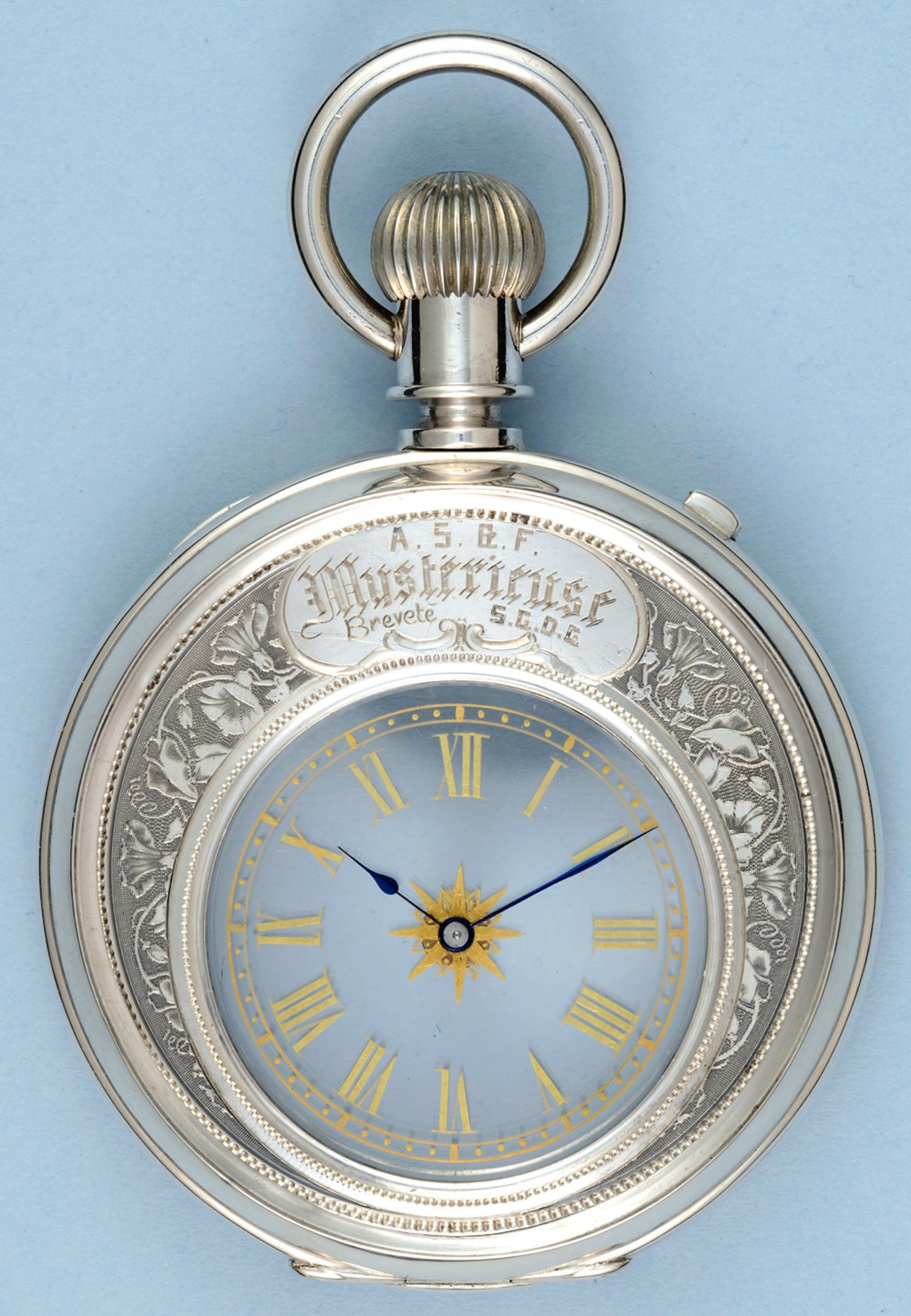

从力洛克钟表博物馆往东几公里的拉紹德封，还有一座国际钟表业博物馆。2009年開始，力洛克鐘錶博物館每年舉辦兩次計時準確度競賽。